# 大树楼桑村
39°24′26″N 115°59′22″E / 39.407187°N 115.989554°E
大树楼桑村又名楼桑村，位于中国河北省涿州市林家屯乡，以其为三国时刘备故里而闻名。
楼桑村之名因刘备家旁边有一棵桑树而得名 。村中原有刘备家庙，但早已坍毁。唐朝乾宁四年（897年），在村西北建汉昭烈庙（又称楼桑庙），其后在宋、明、清时屡次修葺。